# Phytocoris empirensis
Phytocoris empirensis är en insektsart som beskrevs av Knight 1968. Phytocoris empirensis ingår i släktet Phytocoris och familjen ängsskinnbaggar. Inga underarter finns listade i Catalogue of Life.